# Атамекенський сільський округ (Бурабайський район)
Атамеке́нський сільський округ (каз. Атамекен ауылдық округі, рос. Атамекенский сельский округ) — адміністративна одиниця у складі Бурабайського району Акмолинської області Казахстану. Адміністративний центр — село Атамекен.
Населення — 1757 осіб (2021; 2167 у 2009, 2324 у 1999, 2594 у 1989).
Станом на 1989 рік існувала Климовська сільська рада (села Жанажол, Жаркайин, Жасил, Климовка, Чорноярка, Шиялі). 2008 року Климовський сільський округ отримав сучасну назву.

## Склад
До складу округу входять такі населені пункти:
| Населений пункт | Колишні назви | Населення, осіб (1989) | Населення, осіб (1999) | Населення, осіб (2009) | Населення, осіб (2021) |
| --------------- | ------------- | ---------------------- | ---------------------- | ---------------------- | ---------------------- |
| Атамекен, село  | Климовка      | 1091                   | 836                    | 823                    | 690                    |
| Жанажол, село   | -             | 166                    | 163                    | 164                    | 76                     |
| Жаркайин, село  | -             | 123                    | 145                    | 106                    | 90                     |
| Жасил, село     | -             | 435                    | 523                    | 459                    | 366                    |
| Каражар, село   | Чорноярка     | 548                    | 451                    | 404                    | 362                    |
| Шиєлі, село     | Шиялі         | 231                    | 206                    | 211                    | 173                    |